# Hrastovec (Velenje, Slovenija)
Hrastovec je naselje u slovenskoj Općini Velenju. Hrastovec se nalazi u pokrajini Štajerskoj i statističkoj regiji Savinjskoj. 

## Stanovništvo
Prema popisu stanovništva iz 2002. godine naselje je imalo 289 stanovnika.